# أفروديت القوية (فلم)
أفروديت القوية  (بالإنجليزية: Mighty Aphrodite) هو فيلم كوميدي تم إنتاجه في الولايات المتحدة وصدر في سنة 1995. الفيلم من إخراج وودي آلن وكتابة وودي آلن.

## طاقم التمثيل
- وودي آلن
- ميرا سورفينو
- هيلينا بونهام كارتر
- ف. موراي أبراهام

## الميزانية والإيرادات
بلغت تكلفة إنتاج الفيلم حوالي 15 مليون دولار بينما حقق أرباحا تقدر بـ 26,000,000 دولار.

### ترشيحات وجوائز
| السنة | الحدث          | الفئة                   | النتيجة |
| ----- | -------------- | ----------------------- | ------- |
|       | جائزة الأوسكار | أفضل ممثلة في دور مساعد | فوز     |

## وصلات خارجية
- أفروديت القوية على موقع IMDb (الإنجليزية)
- أفروديت القوية على موقع ميتاكريتيك (الإنجليزية)
- أفروديت القوية على موقع الموسوعة البريطانية (الإنجليزية)
- أفروديت القوية على موقع روتن توميتوز (الإنجليزية)
- أفروديت القوية على موقع نتفليكس (الإنجليزية)
- أفروديت القوية على موقع قاعدة بيانات الأفلام العربية
- أفروديت القوية على موقع ألو سيني (الفرنسية)
- أفروديت القوية على موقع Turner Classic Movies (الإنجليزية)
- أفروديت القوية على موقع أول موفي (الإنجليزية)
- أفروديت القوية على موقع بوكس أوفيس موجو (الإنجليزية)

1. ↑  "معلومات عن أفروديت القوية (فيلم) على موقع kinopoisk.ru". kinopoisk.ru. مؤرشف من الأصل في 2020-12-15.
2. ↑  "معلومات عن أفروديت القوية (فيلم) على موقع cine.gr". cine.gr. مؤرشف من الأصل في 2020-11-27.
3. ↑  "معلومات عن أفروديت القوية (فيلم) على موقع cinema.encyclopedie.films.bifi.fr". cinema.encyclopedie.films.bifi.fr. مؤرشف من الأصل في 2020-11-26.